# 施普伦德林根
施普伦德林根是德国莱茵兰-普法尔茨州的一个市镇。总面积13.03平方公里，总人口4066人，其中男性2022人，女性2044人（2011年12月31日），人口密度312人/平方公里。

## 友好城市
- 法國 让利斯